# Archidiocèse de Ravenne-Cervia
L'archidiocèse de Ravenne-Cervia (en latin : Archidioecesis Ravennatensis-Cerviensis ; en italien : Arcidiocesi di Ravenna-Cervia) est un archidiocèse métropolitain de l'Église catholique en Italie appartenant à la région ecclésiastique d'Émilie-Romagne.

## Territoire
Cet archidiocèse est situé sur trois provinces : dans la province de Ravenne avec les communes de Ravenne et Cervia et une fraction de la commune d'Argenta, l'autre partie de cette province est gérée par les diocèses de Faenza-Modigliana et d'Imola ; dans la province de Ferrare avec les communes de Portomaggiore et Argenta, l'autre partie de cette province étant dans les archidiocèses de Ferrare-Comacchio et Bologne ; dans la province de Forlì-Cesena avec une fraction de la ville de Forlì, le reste de cette province est dans les diocèses de Faenza-Modigliana, Forlì-Bertinoro et Cesena-Sarsina. Ces deux derniers étant ses suffragants tout comme les diocèses de Rimini et Saint-Marin-Montefeltro.
Son territoire est de 1 185 km2 divisé en 89 paroisses regroupées en 7 archidiaconés. L'archevêché est à Ravenne avec la cathédrale de la Résurrection. La ville compte plusieurs basiliques connus pour être des chefs-d’œuvre de l'architecture paléochrétienne :
Saint-Vital, Saint-Apollinaire in Classe, Saint-Apollinaire-le-Neuf, inscrites au patrimoine mondial d'Italie, Sainte-Agathe-Majeure, Saint-François. On peut nommer aussi la basilique Santa Maria in Porto de style baroque. À Cervia, se trouve la cocathédrale de l'Assomption.

## Histoire
L'archidiocèse actuel est le résultat de la fusion de l'archidiocèse de Ravenne avec le diocèse de Cervia en vertu du décret Instantibus votis de la congrégation des évêques le 30 septembre 1986.

### Archidiocèse de Ravenne

#### Antiquité
L'origine du diocèse de Ravenne est probablement très ancienne. La plus ancienne découverte qui témoigne de la présence chrétienne dans la région de Ravenne est une inscription sur une stèle funéraire trouvée à Civitas Classis (it) et datant de la fin du IIe siècle. Dans cet ancien port de Ravenne, une flotte de l'armée romaine était stationnée pour surveiller la partie orientale de la Méditerranée. Les premiers chrétiens de Ravenne sont probablement des soldats de la flotte. On peut supposer que le diocèse de Ravenne est établi dans la Civitas Classis au début du IIIe siècle. Le premier évêque dont l'existence est certaine est Sévère, qui participe au concile de Sardique en 343. La tradition donne saint Apollinaire comme premier évêque et l'un des disciples de saint Pierre ; le même épisode est présent chez Agnellus de Ravenne et dans les écrits des chroniqueurs de Ravenne du IXe siècle mais la majorité des historiens estiment que ces témoignages ne sont pas fiables et que la datation transmise a été obtenue en prolongeant la durée des premiers épiscopats.
Ce qui est certain, c'est que la première église chrétienne de Ravenne est construite à Civitas Classis sous l'épiscopat de saint Pierre Chrysologue. Le diocèse est basé à Civitas Classis depuis sa fondation jusqu'en 378, date de son transfert à Ravenne. En 402, Ravenne devient capitale de l'Empire romain d'Occident, ce qui donne au siège de Ravenne une importance considérable parmi les diocèses du nord de l'Italie ; les diocèses de Voghenza, Imola, Forlì, Faenza, Bologne et Modène, qui appartenaient auparavant à l'archidiocèse de Milan, sont soumis à l'autorité de l'évêque de Ravenne. À l'époque de l'évêque Jean Ier (fin du Ve siècle), Ravenne étend sa juridiction sur tous les évêques d'Émilie, donc aussi sur les diocèses de Plaisance, Parme, Brescello (it) et Reggio. Ravenne était l'un des trois sièges métropolitains du nord de l'Italie (les autres étant Milan et Aquilée). L'évêque de Ravenne reçoit sa consécration directement du pape.
Les prélats de Ravenne ont un grand pouvoir dans les siècles suivants, non étranger à un esprit d'autonomie vis-à-vis de l'autorité romaine, à tel point qu'à plusieurs reprises les papes interviennent pour limiter leurs prérogatives. Le pape Simplice menace Jean III de le priver de son droit de consacrer ses évêques suffragants ; Grégoire Ier (590-604) demande de réduire la pompe de l'archevêque Jean V et de son clergé. En 519, malgré l'opposition de l'évêque Pierre II, les habitants de Ravenne mettent le feu aux synagogues de la ville ; mais le roi Théodoric le Grand ordonne leurs reconstructions aux dépens des incendiaires.

#### Époque byzantine
En 540, tout l'archidiocèse de Ravenne est soustrait du royaume ostrogoth. Les actifs de l'église arienne sont donnés à l'église catholique de Ravenne. Parmi les premières œuvres publiques de la Ravenne byzantine, il y a la construction de deux basiliques monumentales. Commencée en 532, la construction de la basilique Saint-Vital est achevée en 547 et celle de la basilique Saint-Apollinaire in Classe en 549. Les évêques de Ravenne reçoivent le titre d'archevêques en 546. Maximien est le premier à recevoir le pallium du pape Vigile. Au début du VIIe siècle, les diocèses de Cesena, Forlimpopoli et Sarsina, deviennent suffragant de Ravenne.
Avec la création de l'exarchat (vers 584), Ravenne est de nouveau capitale. Au sommet de l'administration se trouve l'exarque nommé par l'empereur, mais Constantinople confère également d'importants pouvoirs civils à l'archevêque, tels que le contrôle des finances urbaines, des poids et mesures, et de la pleine juridiction civile et pénale sur le clergé. La tradition byzantine imprègne de nombreux aspects de la vie religieuse avec la propagation de dévotion comme la Chandeleur. Saint Martin de Tours est l'objet une grande dévotion, à tel point qu'après la fin de la domination ostrogothe, les mosaïques ariennes de la chapelle palatine du palais de Théodoric sont enlevées et remplacées par la procession des saints martyrs ouverte par saint Martin.
Pendant une certaine période, entre 666 et 680-82, l'empereur byzantin Constant II accorde l'autocéphalie à l'église de Ravenne sous l'épiscopat de Maur (642-671). Le pape Vitalien et l'archevêque de Ravenne se lancent un anathème réciproque et un véritable schisme se produit. Par la suite, Maur, soutenu par Constant II, rejoint le monothélisme et obtient du clergé de Ravenne de ne pas se soumettre à l'autorité de Rome ; son successeur Reparat (671-677) ne va pas à Rome pour se faire consacrer. L'autocéphalie est révoquée par l'empereur Constantin IV pour se rapprocher de l'Église de Rome et montrer sa gratitude envers le pape Donus qui l'avait aidé à regagner le trône légitime. Plus tard, Ravenne et Constantinople continuent à avoir des relations étroites et à s'influencer mutuellement. Ravenne tente également de faire pression sur le siège impérial. Au début du VIIIe siècle, l'archevêque Felice (709-725) est impliqué dans une conspiration contre Justinien II qui, de retour sur le trône, le fait aveugler et déporter au Pont.

#### Haut Moyen Âge
En 751, l'exarchat est conquis par le roi lombard Aistolf qui cherche à soumettre Rome et à imposer une taxe à ses habitants. Le pape Étienne II fait appel à Pépin le Bref, maire du palais qui défait Aistolf en 754. Ravenne et son ancien exarchat est donné au pape par la donation de Pépin constituant l'acte décisif pour la création des États de l'Église. L'archevêque Serge (it) (744-769) tente ensuite de s'établir comme héritier légitime dans le but de créer une principauté autonome de Rome. En 755, en accord avec Aistolf, Serge ne se présente pas à la réunion avec le pontife pour discuter de l'administration du territoire de l'ancien exarchat qu'Aistolf s'est engagé à restituer (Première paix de Pavie, juin 755). Le roi lombard, au contraire, remet les villes occupées à Serge qui en prend possession en tant qu'exarque (ut exarchus). Il faut de nouveau l'intervention de Pépin le Bref (756) pour que les villes de l'exarchat, dont Ravenne, et la pentapole soient restituées « à Saint Pierre Apôtre » (Seconde paix de Pavie, juin 756). L'archevêque Serge est arrêté et envoyé à Rome où il est emprisonné, tandis que la ville de Ravenne est administrée par des fonctionnaires pontificaux. Le pontife ne peut cependant pas reprendre possession de toutes les villes de l'exarchat et de la pentapole. Son successeur le pape Paul Ier croit que Serge lui serait utile dans les négociations avec les Lombards. L'archevêque de Ravenne est donc libéré et envoyé à Ravenne pour dialoguer avec le roi Didier de Lombardie. Paul Ier obtient de Serge l'assurance qu'il ne demandera pas l'aide de Constantinople ; en échange, il lui accorde une vaste seigneurie ecclésiastique dans la région de Ravenne.
Au cours des années suivantes, la relation entre le pontife et le siège de Ravenne est de nouveau tendue. Lorsque le roi des Francs Charlemagne bat définitivement les Lombards (774) ; l'archevêque Léon, qui se considère comme le successeur de l'exarque byzantin, ne se soumet pas au pontife et ne reconnaît pas les droits du Saint-Siège sur le pentapole voisin (774-775). Tout au long du VIIIe siècle et jusqu'au milieu des années suivantes, les archevêques sollicitent le soutien des rois des Francs, pas toujours avec une issue heureuse (l'archevêque Georges est emprisonné par l'armée de Charlemagne). Après 850, l'archevêque Jean resserre encore plus la politique autocéphale et en vient à opprimer les diocèses suffragants (Modène, Reggio, Parme et Plaisance) leur imposant de lourdes taxes et leur interdisant de communiquer directement avec l'Église de Rome. Le différend est clos par le pape Nicolas Ier (858-867) qui convoque l'archevêque à Rome ; à la suite du refus de ce dernier, le pape se rend à Ravenne où il voit l'aversion générale du clergé et du peuple pour Jean, qui doit comparaître en 861 devant un synode qui condamne son œuvre.
Cet épisode ne change cependant pas l'attitude des archevêques du siège de Ravenne, qui poursuivent la politique d'affirmation de leurs prérogatives, par rapport aux prérogatives des papes, en faisant des choix autonomes en termes d'alliances avec les détenteurs du pouvoir temporel. Au cours du IXe – Xe siècle, l'église de Ravenne se rapproche des rois germaniques, devenant la « capitale morale » de leur royaume. En 892, Lambert de Spolète veut être couronné empereur du Saint-Empire à Ravenne et le pape Formose doit se rendre dans la ville byzantine. Malgré ces frictions, le prestige de l'église de Ravenne envers l'épiscopat italien ne manque pas. En 910, l'archevêque Jean de Tossignano est élu pape du nom de Jean X.

#### Bas Moyen Âge
Le 25 décembre 983, l'héritier du trône d'Allemagne, Otton III, encore enfant, est consacré à Aix-la-Chapelle par l'archevêque de Ravenne, confirmant le lien spécial qui unit le siège de Ravenne à la dynastie des ottoniens. En 997, le premier évêque étranger est nommé à Ravenne avec le français Gerbert d'Aurillac, ancien précepteur d'Otton III et abbé du monastère de Bobbio. Le pape donne au prélat la juridiction civile sur la ville et la bande côtière de l'embouchure du Pô de Primaro à Cervia, y compris les comtés de Ferrare, Comacchio, Cervia, Decimano et Trasversara. En 999, Gerbert reçoit également les comtés de Forlì, Forlimpopoli, Cesena, Sarsina et Montefeltro, à l'exclusion uniquement de l'enclave de Bertinoro, à l'époque indépendante. La même année, Otton III, sur la base du privilège impérial, le choisit comme nouveau pape. Il quitte alors Ravenne et monte sur le trône pontifical avec le nom de Sylvestre II. Léon s'installe à Ravenne (avril 999) auquel le souverain confirme sa juridiction sur le siège épiscopal suffragant et sur les comtés déjà possédés.
Au début du XIe siècle, l'archevêque Arnold acquiert un pouvoir temporel sur Ravenne, Cervia, Faenza et Imola. La rivalité entre le siège de Ravenne et le pape se ravive pendant la querelle des Investitures. L'archevêque Henri III soutient l'antipape Honorius II (1061-1072) qui s'oppose au pape Grégoire VII. L'empereur du Saint Empire romain en 1080 oppose le pape Grégoire VII à l'archevêque de Ravenne, Guibert, qui devient antipape avec le nom de Clément III (1080-1100). Confirmant le prestige du siège de Ravenne, l'évêque Gualtier († 1144) signe avec une formule similaire à celle utilisée par le pape Honorius II. Si l'évêque de Rome apparaît dans les documents officiels comme « Serviteur des Serviteurs de Dieu, par grâce divine Pape de la Sainte Eglise romaine », Gualtiero est identifié par la formule « serviteur des Serviteurs de Dieu, par grâce de Dieu archevêque de l'Église de Ravenne ». Ce n'est qu'en 1157 que les archevêques cessent de se conférer le titre d'exarque.
Le XIIe siècle voit le siège de Ravenne s'opposer à nouveau à la papauté à l'occasion de l'excommunication de Frédéric Barberousse. L'émergence d'institutions municipales fait qu'au cours du siècle suivant, toutes les villes de Romagne sont libérées de la domination de l'archevêque, devenant des municipalités libres. La zone d'influence de l'église de Ravenne se rétrécit vers l'arrière-pays, dans un rayon d'une quinzaine de kilomètres, alors qu'en direction du Pô et le long de la bande côtière elle est restée inchangée. En 1357, avec le passage de la Romagne sous souveraineté pontificale, la province Romandiolæ est créée avec la capitale à Bologne, tandis que Ravenne est le siège du président de la province. Le légat du pape et le recteur assument les compétences et les droits jusqu'alors exercés par l'archevêque de Ravenne.

#### L'ère moderne
Benedetto Accolti, au XVIe siècle, est le dernier archevêque à avoir des relations difficiles avec les papes, à tel point que le pape Clément VII le fait emprisonner pour son administration de la Marche d'Ancône. Le cardinal Giulio della Rovere établit le séminaire archiépiscopal en 1568. Parallèlement, le déclin de l'archidiocèse de Ravenne s’accélère par l'élévation du siège de Bologne, jusque-là suffragant de Ravenne, au rang d'archidiocèse métropolitain en décembre 1582. En 1744, l'ancienne cathédrale dédiée à Aghia Anastasis est démolie pour la construction de la nouvelle cathédrale, consacrée par l'archevêque Ferdinando Romualdo Guiccioli le 13 avril 1749. En 1779, l'archevêque Cantoni déplace le séminaire dans un nouveau bâtiment. En 1860, le cardinal Enrico Orfei est empêché pendant deux ans de prendre possession de son siège par les autorités civiles du royaume d'Italie naissant.

### Diocèse de Cervia
Le diocèse de Cervia est érigé au début du VIe siècle ou peut-être dans les dernières années du siècle précédent. Le premier évêque historiquement documenté est Géronce ; selon la tradition, il est martyrisé à son retour du concile de Rome de 501.
À l'origine, le diocèse dépend du patriarcat de Rome et ce n'est qu'en 948 qu'il devient suffragant de l'archidiocèse de Ravenne, auquel Cervia a toujours été soumis, à l'exception des années 1582-1604, période pendant laquelle le diocèse est suffragant de l'archidiocèse de Bologne.
Rares sont les évêques de Cervia qui, au premier millénaire chrétien, ont laissé des traces dans l'histoire ; ce n'est qu'à partir de Léon (fin du Xe siècle) que la chronologie devient plus régulière et continue. C'est précisément avec Léon, qui lors du synode provincial de 997 signe episcopus ficodensis, quae nunc Cervia vocatur.
En 1244, le pape Innocent IV confirme le diocèse de Cervia par la bulle In apostolicae sedis specula en énumérant une à une les possessions de toutes les pièves et les églises. En raison de l'air malsain de l'endroit, l'évêque réside souvent à Massa Fiscaglia où se trouve un palais épiscopal et où plusieurs synodes diocésains sont célébrés entre 1573 et 1670. Le séminaire diocésain est créé par l'évêque Ignazio Giovanni Cadolini en 1828.

### Archidiocèse de Ravenne-Cervia
Le 7 janvier 1909, Pasquale Morganti, archevêque de Ravenne, est également nommé évêque de Cervia, réunissant ainsi les sièges in persona episcopi. Ils sont ensuite unis aeque principaliter par le décret Quum Sanctissimus de la congrégation pour les évêques du 22 février 1947.
Le 30 septembre 1986, en vertu du décret Instantibus votis de la congrégation des évêques, l'union complète des deux diocèses est établie et la nouvelle circonscription ecclésiastique prend son nom actuel.

## Sources
- (en) Catholic-Hierarchy

### Article lié
- Liste des diocèses et archidiocèses d'Italie
- Église catholique en Italie